# Молдовяну, Николае
Николае Молдовяну (рум. Nicolae Moldoveanu; род. 1960) — румынский дирижёр.
Учился на родине игре на скрипке и фортепиано. В 1986 г. эмигрировал в Швейцарию и получил дирижёрское образование в Цюрихе, Базеле и Берне под руководством Хорста Штайна, Ральфа Вайкерта, Антала Дорати и Вильфрида Бётхера; в дальнейшем совершенствовал своё мастерство, в частности, в Королевской академии музыки, в Берлине у Серджиу Челибидаке и Лотара Загрошека и т. д. С 1994 г. работал в Борнмутском симфоническом оркестре, с 1998 г. занимал пост главного дирижёра в камерном оркестре Английская симфония, работал также с другими британскими оркестрами, записав, в частности, музыку балета Чайковского «Лебединое озеро» с Королевским филармоническим оркестром; записана также постановка «Коппелии» Лео Делиба Королевским балетом с оркестром Ковент-Гардена под управлением Молдовяну. Дирижировал также оркестрами Германии, Швейцарии, Малайзии, ЮАР, Японии и др. Как оперный дирижёр работал в Далласе («Дон Жуан» Моцарта, «Жизнь коротка» и «Любовь-волшебница» Мануэля де Фальи), Мальмё («Бал-маскарад» Джузеппе Верди), неаполитанском театре Сан-Карло («Евгений Онегин» Чайковского) и др. В 2005 г. вернулся в Румынию на пост главного дирижёра Трансильванского филармонического оркестра.